# Country rock

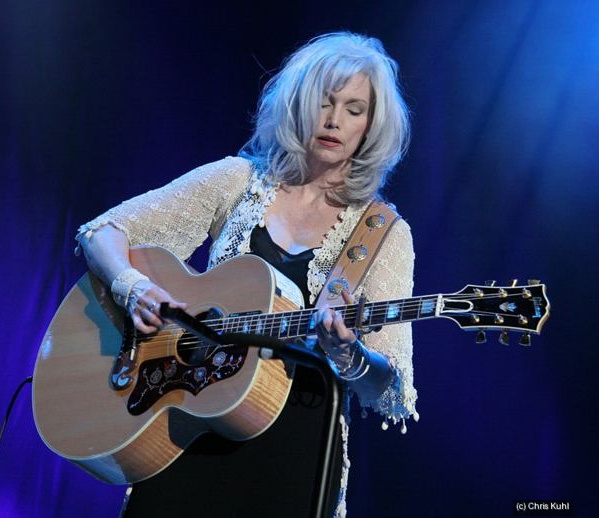
Emmylou Harris (2006)

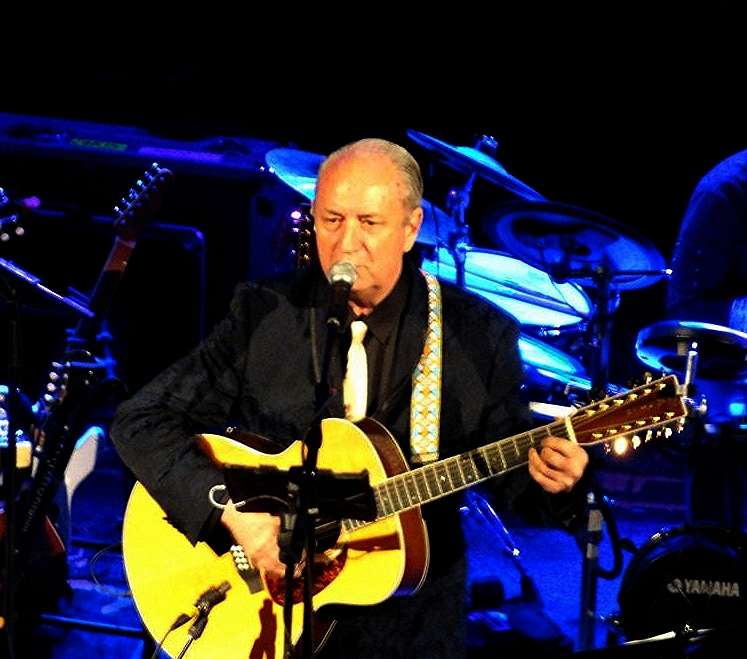
Michael Nesmith (2013)

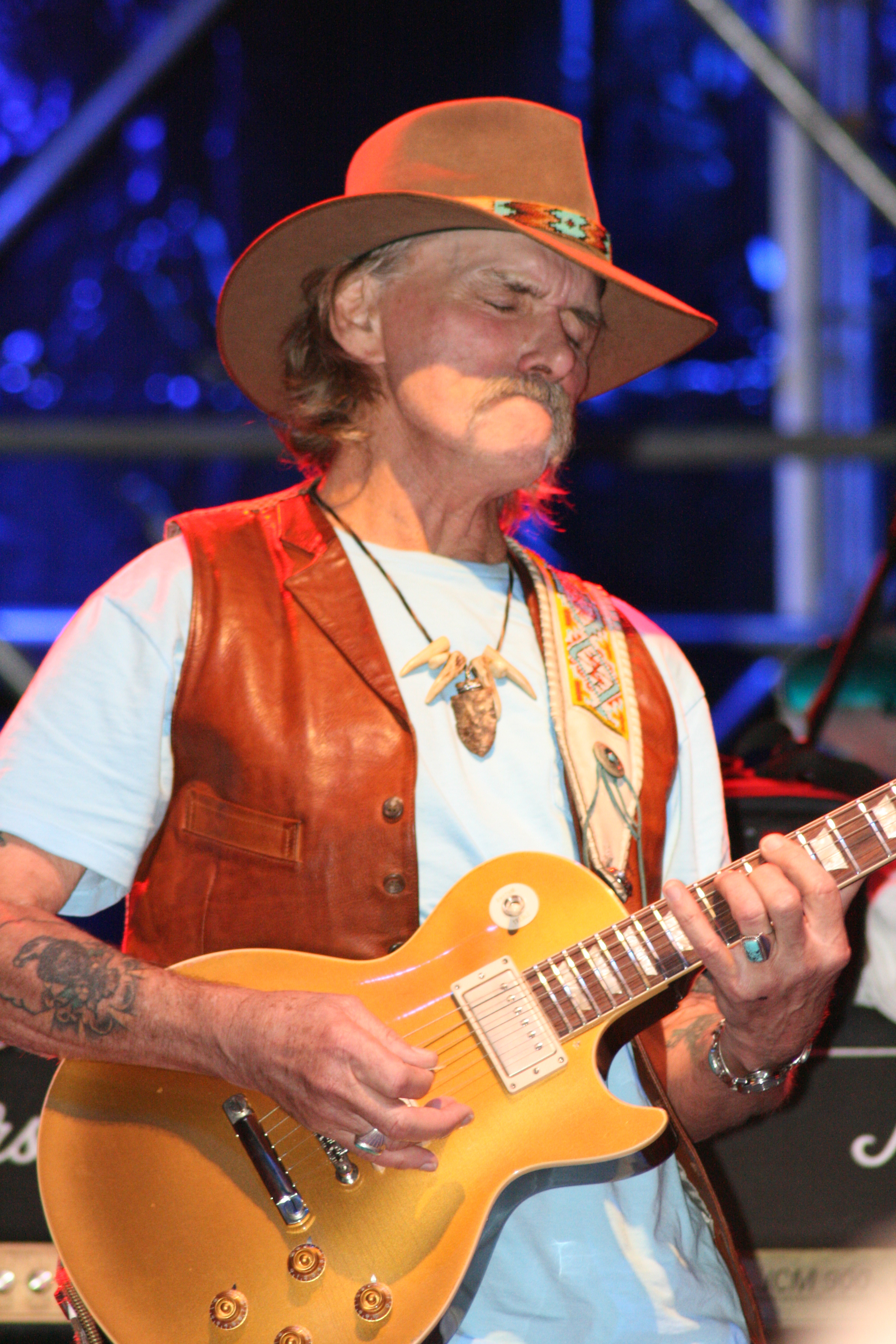
Dickey Betts (2008)

Country rock – muzyka country grana w sposób rockowy. Ma wszystkie cechy swego gatunku, grana jest jednak w sposób bardziej agresywny i z użyciem elektrycznych i elektronicznych instrumentów. Współcześnie granice pomiędzy stylami country i country rock zacierają się.
Do najbardziej znanych wykonawców country rock zaliczają się Garth Brooks, Alan Jackson, Poco, Pure Prairie League, Gundula Krause, Linda Ronstadt.
W 2006 roku angielski miesięcznik Mojo przygotował specjalny dodatkowy numer, w całości poświęcony muzyce countryrockowej. Według redakcji czasopisma 30 najlepszych płyt z tego gatunku to: 
- 29. Moby Grape „Moby Grape’69”
- 28. Manassas(inne języki) „Manassas(inne języki)”
- 27. Willie Nelson „Red Headed Stranger”
- 26. Wilco „Being There”
- 25. Linda Ronstadt „Linda Ronstadt”
- 24. Joe Ely(inne języki) „Honky Tonk Masquerade”
- 23. Rick Nelson „Live at Troubadour”
- 22. Poco „Pickin' Up the Pieces”
- 21. Dillard & Clark(inne języki) „The Fantastic Expedition of Dillard & Clark”
- 20. Lucinda Williams „Car Wheels on a Gravel Road”
- 19. Nitty Gritty Dirt Band(inne języki) „Will the Circle Be Unbroken”
- 18. Neil Young with Crazy Horse „Everybody Knows This Is Nowhere”
- 17. Michael Nesmith & The First National Band „Magnetic South”
- 16. Grateful Dead „American Beauty”
- 15. Waylon Jennings, Willie Nelson, Jessi Colter(inne języki), Tompall Glaser „Wanted! The Outlaws”
- 14. The Jayhawks(inne języki) „Hollywood Town Hall”
- 13. Kris Kristofferson „Kristofferson”
- 12. Bob Dylan „Nashville Skyline”
- 11. Various Artists „Music from the Motion Picture: O Brother, Where Art Thou?(inne języki)”
- 10. Gillian Welch(inne języki) „Time (The Revelator)”
- 09. Loretta Lynn „Van Lear Rose”
- 08. Steve Earle „Copperhead Road”
- 07. Gene Clark(inne języki) „White Light”
- 06. The Flying Burrito Brothers(inne języki) „The Gilded Palace of Sin”
- 05. Bruce Springsteen „Nebraska”
- 04. The Eagles „Desperado”
- 03. Emmylou Harris „Elite Hotel”
- 02. Gram Parsons „Grievous Angel”
- 01. The Byrds „Sweetheart of Rodeo”